# Watchman Peak
Watchman Peak är en bergstopp i Kanada.   Den ligger i provinserna British Columbia och Alberta, i den centrala delen av landet, 3 100 km väster om huvudstaden Ottawa. Toppen på Watchman Peak är 3 010 meter över havet, eller 147 meter över den omgivande terrängen. Bredden vid basen är 0,76 km. Watchman Peak ingår i Rocky Mountains.
Terrängen runt Watchman Peak är huvudsakligen bergig, men åt nordost är den kuperad.Trakten runt Watchman Peak är nära nog obefolkad, med mindre än två invånare per kvadratkilometer.. Det finns inga samhällen i närheten. 
Trakten runt Watchman Peak är permanent täckt av is och snö.